# ぷらすぷらむ
『ぷらすぷらむ』（PLUS PLUMB）は、TAKUYOから1999年10月4日に発売されたドリームキャスト用ソフト。後に『ぷらすぷらむ2』が2004年1月15日にXboxで2006年11月16日にPSPで発売し、2009年11月26日にはPSPでの配信版が発売された。

## システム
上から落ちてくる石を同色同士を3つくっつけて消す典型的なパズルゲーム。

## 登場人物
テオ
声 - 木村こてん
主人公。10歳の少年。
カナン
声 - 笹島かほる
主人公の1人、10歳の少年。
ジェロ
声 - 金山雅弘
自称グラヴィ研究家。
マナ
声 - 桜木美里
カナンの妹。
ディラム
声 - 佐伯洋史

フローラ
声 - 浅井晴美

ブロウ
声 - 中國卓郎

ラセル
声 - 茉雪千鶴

## ぷらすぷらむ2

### 登場人物
テオ
声 - 山口勝平

カナン
声 - 笹島かほる

マナ
声 - 豊口めぐみ

フローラ
声 - 雪野五月

アート
声 - 小西克幸

アリア
声 - 佐久間紅美

エルモ
声 - 妹尾くみ

ビクル
声 - 望月久代

カック
声 - うすいたかやす

ヒブー
声 - 長嶝高士

フェブラリー
声 - 松岡由貴

キャノン坊主
声 - 長嶝高士

町長
声 - 田実成寿

司会者
声 - 笹島かほる

魔人ヒデマロ
声 - 小西克幸